# Symplocos theiformis
Symplocos theiformis là một loài thực vật có hoa trong họ Dung. Loài này được (L. f.) Oken miêu tả khoa học đầu tiên năm 1841.